# Calna
Calna – wieś w Rumunii, w okręgu Kluż, w gminie Vad. W 2011 roku liczyła 141 mieszkańców.